# San Antonino el Alto
San Antonino el Alto es una localidad del estado mexicano de Oaxaca. Es cabecera del municipio de San Antonino el Alto.

## Demografía
| Censo | Población |
| ----- | --------- |
| 1900  | 597       |
| 1910  | 560       |
| 1921  | 554       |
| 1930  | 592       |
| 1940  | 614       |
| 1950  | 751       |
| 1960  | 842       |
| 1970  | 884       |
| 1980  | 720       |
| 1990  | 639       |
| 1995  | 812       |
| 2000  | 917       |
| 2005  | 1125      |
| 2010  | 1202      |
| 2020  | 1450      |